# Armorhydra janowiczi
Armorhydra janowiczi is een hydroïdpoliep uit de familie Armorhydridae. De poliep komt uit het geslacht Armorhydra. Armorhydra janowiczi werd in 1958 voor het eerst wetenschappelijk beschreven door Swedmark & Teissier. 